# Gynacantha comorensis
Gynacantha comorensis – gatunek ważki z rodziny żagnicowatych (Aeshnidae).